# Color del sòl

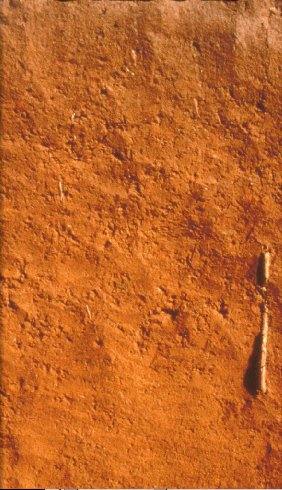
Els sòls tropicals de tipus oxisol, com aquest, són sempre uniformement vermells o groguencs.

El codi de color Munsell per als sòls, mostra un cercles de intensitat de color (hue) a la lluminositat (value) 5 i saturació de color (chroma) 6; un eix de lluminositat neutra que va de 0 fins a 10; i la saturació de color de porpra blau (5PB) a nivell de lluminositat 5.

El color del sòl en edafologia i pedologia és una propietat del sòl que no afecta de manera gaire significativa el comportament i l'ús del sòl (pot afectar la temperatura), tanmateix pot indicar-ne la composició i dona pistes sobre les condicions a què està subjecte un sòl. El sòl pot mostrar un ampli marge de colors, negre, blanc, vermell, marrons, grocs i en condicions bones verd.
Les bandes horitzontals que van variant de color en el perfil del sòl sovint identifiquen un horitzó de sòl específic. El desenvolupament i distribució del color en el sòl és el resultat de la meteorització química i biològica, especialment les reaccions químiques redox. Quan es meteoritza la roca mare els elements es combinen en nous components de colors diferents. Les condicions aeròbiques produeixen canvis de color uniformes o graduals mentre que els ambients parcialment o totalment anaerobis (reductors) donen com a resultats interrupions en el flux de color amb patrons complexos i punts de concentració de color.

## Causes del color del sòl
El color del sol queda influït pel contingut de matèria orgànica i aigua. També hi influeix la presència i estat d'oxidació del ferro i el magnesi. Els sòls grocs o vermells indiquen la presència d'òxids de ferro. Els sòls de color marró fosc o negres indiquen que el sòl té un contingut alt de matèria orgànica. Els sòls molls es veuen més foscos que els sòls secs.
 Tanmateix la presència d'aigua també afecta el color del sòl a través de com afecta a la taxa d'oxidació. Els sòls que tenen molta aigua tindran menys aire en el sòl, específicament menys oxigen. En els sòls ben drenats i, per tant, rics en oxigen, els colors vermells i bruns ocasionats per l'oxidació són més comuns de forma oposada als sòls humits (amb menys oxigen) que normalment apareixen de color gris. Aquest coneixement és útil per a endevinar l'estat de drenatge d'una zona.
La presència de materilas específics també pot afectar el color del sòl. L'òxid de manganés causa un color negre, la glauconita dona color verd, i la calcita en zones àrides fa aparèixer el sòl de color blanc.

## Classificació
Sovint es descriu amb paraules del vocabulari general, com marró fosc, marró groguenc, etc., els colors del sòl es poden descriure més tècnicament usant les targetes de color Munsell, la qual separa el color components "hue", matís o intensitat de color, (amb relació a vermell, groc i blau), "value" (lluminositat o foscor) i "chroma",o saturació de color, (palidesa o força).